# Công quốc Magdeburg
Công quốc Magdeburg (tiếng Đức: Herzogtum Magdeburg; tiếng Anh: Duchy of Magdeburg) là một tỉnh của Phiên bá quốc Brandenburg từ năm 1680 đến năm 1701, và sau đó trở thành một tỉnh của Vương quốc Phổ từ năm 1701 đến năm 1807. Tiền thân của nó là Tổng giáo phận vương quyền Magdeburg, sau đó bị Brandenburg thế tục hoá.
Thủ đô của công quốc là Magdeburg và Halle, trong khi Burg là một thị trấn quan trọng khác của nó. Bị giải thể trong Chiến tranh Napoléon năm 1807, lãnh thổ của nó được chuyển thành một phần của Tỉnh Sachsen vào năm 1815.